# Аврамчук Віктор Вікторович
Ві́ктор Ві́кторович Аврамчу́к (нар. 27 січня 1987, Опришки, Полтавська обл. — пом. 10 січня 2016, Бахмутський р-н, Донецька обл.) — солдат Збройних сил України, учасник російсько-української війни.

## Життєпис
Народився 1987 року в селі Опришки Глобинського району, закінчив Опришківську ЗОШ. Строкову службу пройшов у десантних військах, 95-та бригада. Демобілізувавшись, проживав у місті Світловодськ, працював в охоронній фірмі «Щит», згодом у кременчуцькій міліції, по тому — водієм на хлібокомбінаті.
Мобілізований 4 серпня 2015 року; солдат, стрілець-помічник гранатометника 3-го аеромобільно-десантного взводу 2-ї аеромобільно-десантної роти, 90-й окремий десантний штурмовий батальйон. Від 9 жовтня 2015-го брав участь у бойових діях.
10 січня 2016 року вранці загинув під час обстрілу, вчиненого терористами з АГС-17 (південно-східний напрямок селища Зайцеве під Горлівкою) — смертельне осколкове поранення в голову.
13 січня 2016 року похований у селі Опришки Глобинського району.
Без Віктора лишилися батьки, сестра, в Опришках — бабуся, у Світловодську — дружина, син Денис 2009 р.н. і донька Дарина 2011 р.н.

## Нагороди та вшанування
За особисту мужність, сумлінне та бездоганне служіння Українському народові, зразкове виконання військового обов'язку відзначений — нагороджений
- орденом «За мужність» III ступеня (1.3.2016, посмертно)[1]
- 27 травня 2016 в Опришківській ЗОШ I—III ст. відкрито меморіальну дошку в пам'ять про випускника Віктора Аврамчука
- його ім'я занесене до Книги Пошани Полтавської обласної ради
- вулицю Горького в Опришках, де живе його бабуся, перейменували на честь онука Віктора Аврамчука.

Вшановується в меморіальному комплексі «Зала пам'яті», в щоденному ранковому церемоніалі 10 січня.